# دانيال فارياس
دانيال فارياس (بالإسبانية: Daniel Farías) (1981 في فنزويلا - ) هو لاعب كرة قدم كولومبي في مركز حراسة المرمى.

## وصلات خارجية
- دانيال فارياس على موقع قاعدة بيانات كرة القدم.إي يو (الإنجليزية)